# Wenceslau Braz (Minas Gerais)
Wenceslau Braz è un comune del Brasile nello Stato del Minas Gerais, parte della mesoregione del Sul e Sudoeste de Minas e della microregione di Itajubá.
Il comune deve il suo nome al nono presidente del Brasile, Venceslau Brás.